# کشتی اوزبرگ

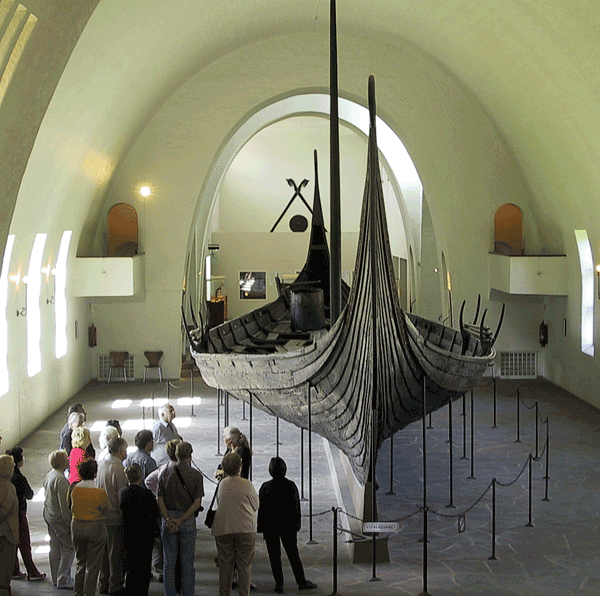
کشتی اوزبرگ (موزه کشتی‌های وایکینگ، نروژ)

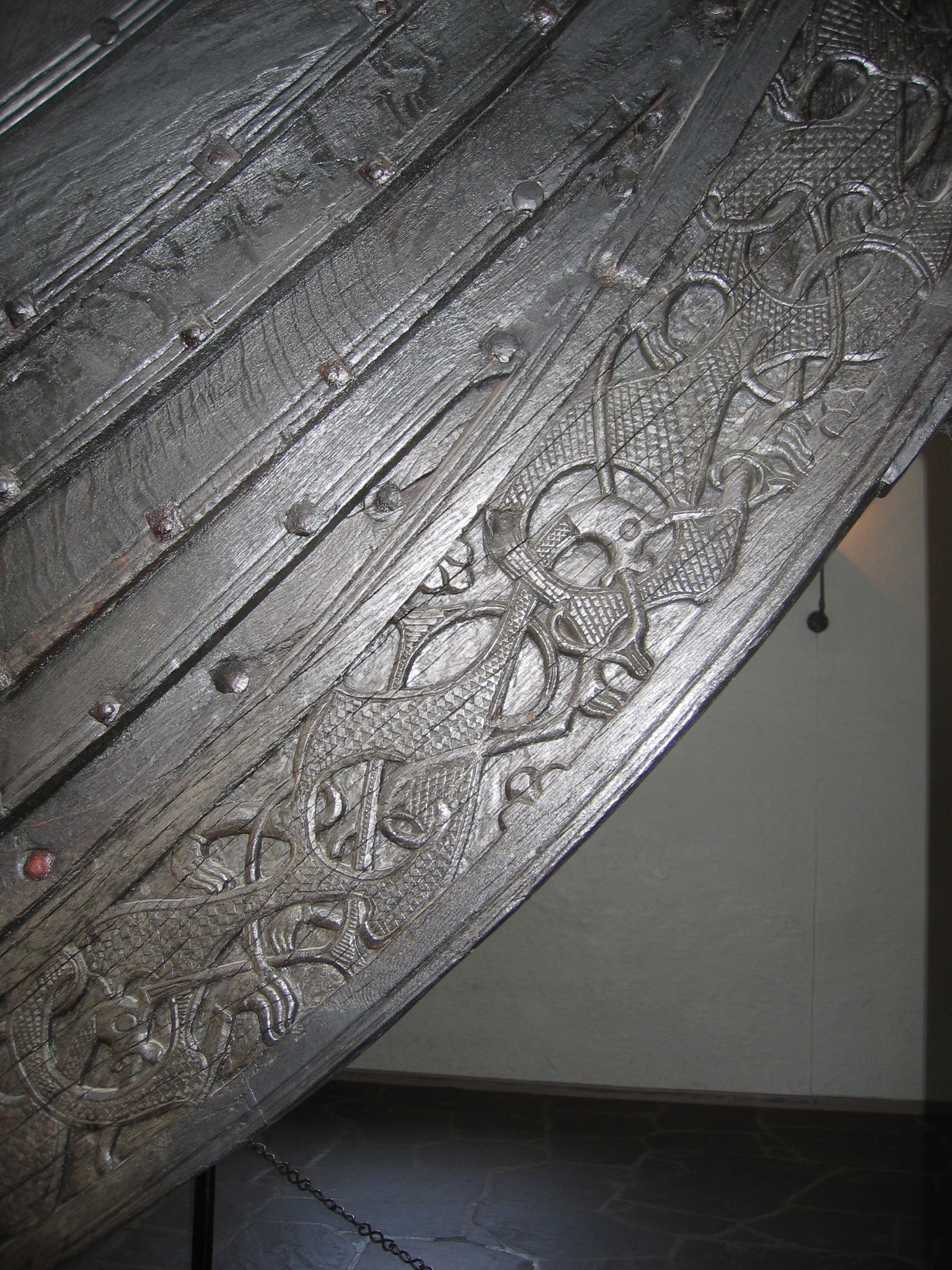
جزئیاتی از کشتی اوزبرگ

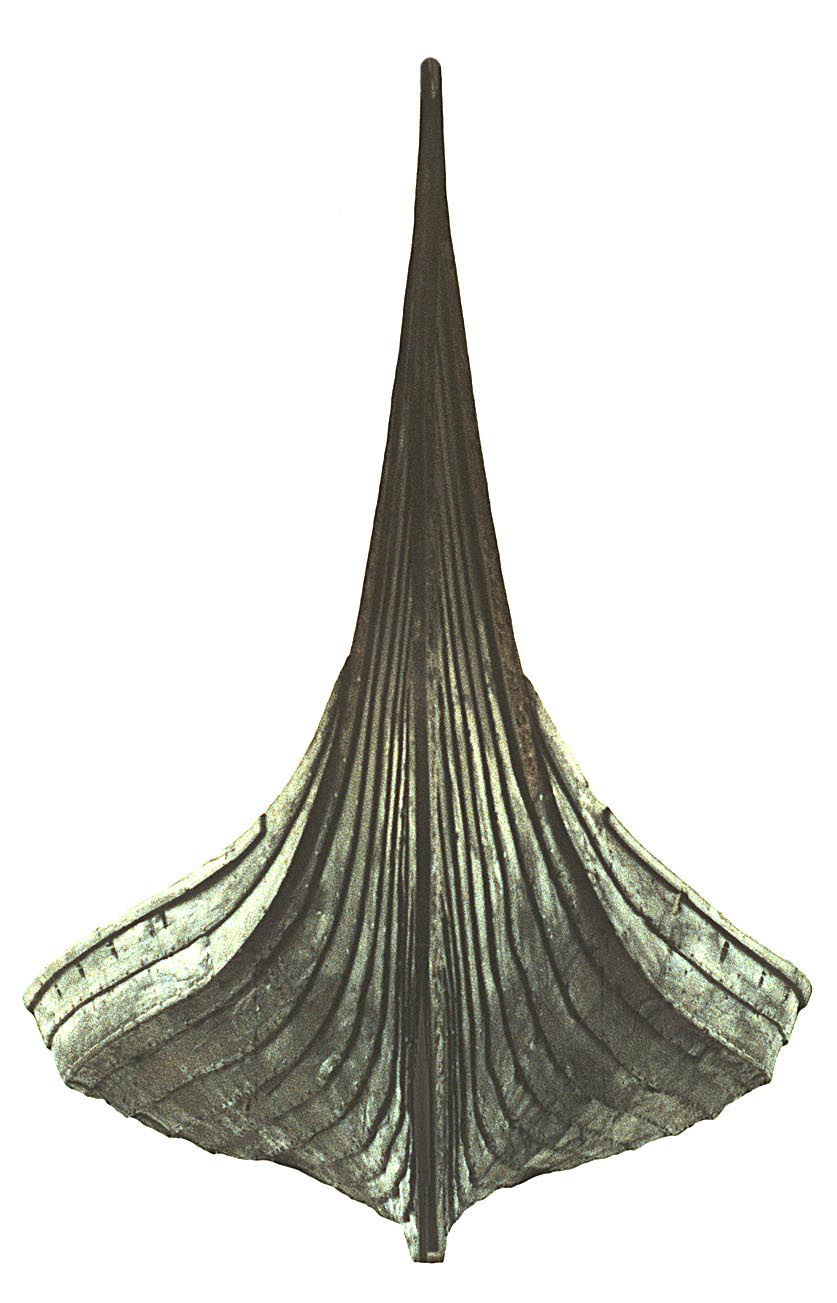
از روبرو

کشتی اوزبرگ (به نروژی: Osebergskipet) یک کشتی به خوبی حفظ شده وایکینگ است که در گورپشته‌ای بزرگ در مزرعهٔ اوزبرگ نزدیک تنسبرگ در ایالت وستفولد، نروژ کشف شد.
این کشتی با طول تقریبا 20 متر بیش‌از هزار سال قبل به‌عنوان قبر شاه یا ملکه‌ای دفن شده است. به‌گفته باستان‌شناسان، این قدیمی‌ترین کشتی خاکسپاری وایکینگی است که تاکنون کشف شده است.

## گورپشته
گور پشته کشتی اوزبرگ شامل کالاهای دفن شده بیشمار و دو اسکلت زن بود. تاریخ مدفون شدن کشتی در گورپشته به ۸۳۴ میلادی می‌رسد. اما بخش‌هایی از کشتی به حدود سال۸۰۰ میلادی می‌رسد، و عقیده بر این است که خود کشتی باید قدیمی تر از این باشد. کشتی در حفاری‌های صورت گرفته توسط باستان‌شناس نروژی هاکون شتلیگ و باستانشناس سوئدی گابریل گوستاوسون کشف شد. این کشف بسیار تحسین شده و یکی از بهترین کشفیات از دوران وایکینگ‌ها لقب گرفت. کشتی و تعدادی از محتویات آن در موزه کشتی وایکینگ شهر Bygdøy نروژ به نمایش گذاشته شد.

## بقایای انسان

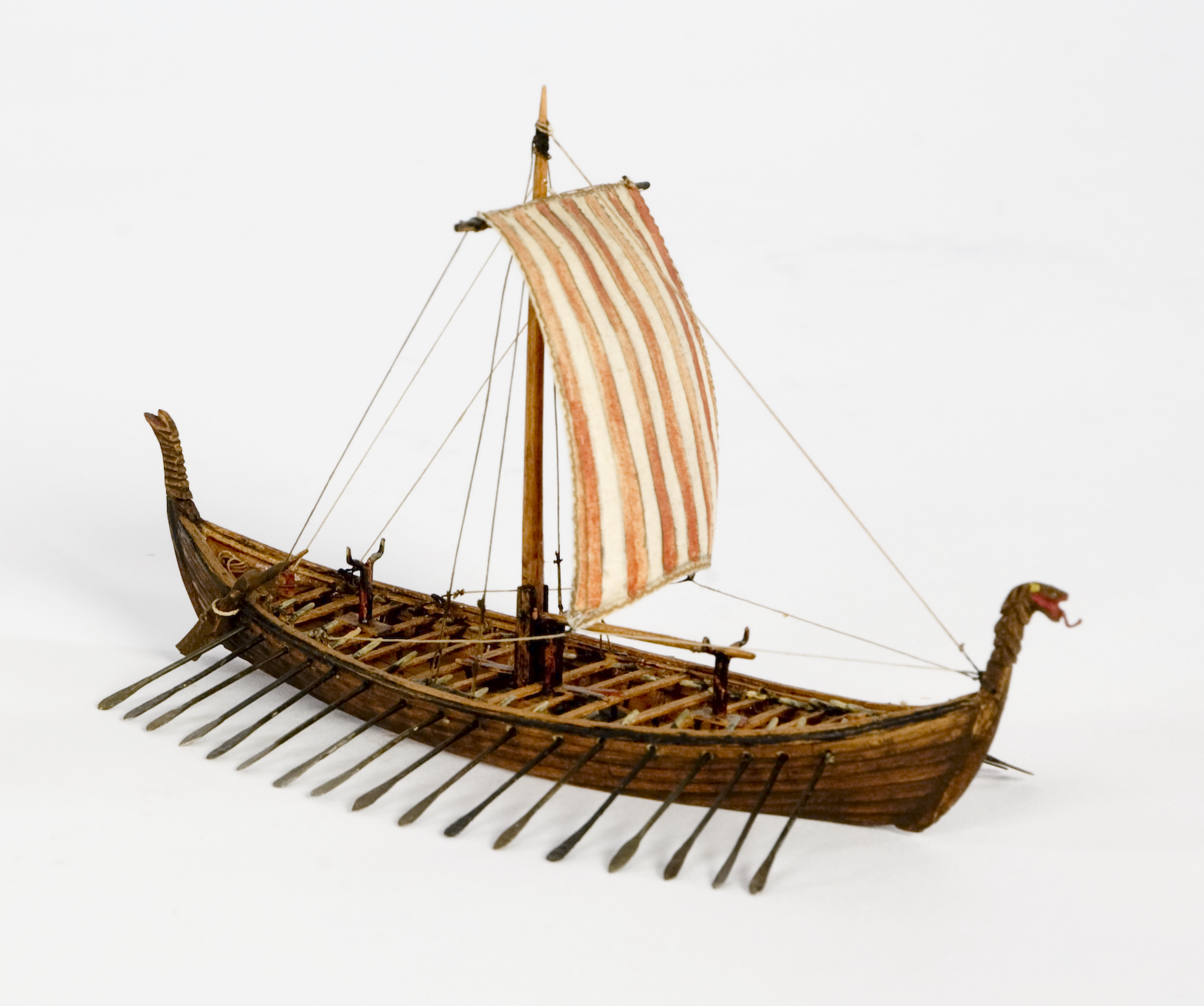
یک مدل کوچک از کشتی اوزبرگ

همراه کشتی اسکلت دو زن هم در گور پیدا شد. اولی زنی ۶۰–۷۰ ساله بود که احتمالاً از آرتریت یا بیماری دیگری شدیداً رنج می‌برده است. دومی که ابتدا ۲۵ الی سی ساله تصور می‌شد، اما بررسی نیم شفافی ریشهٔ دندانش نشان داد که او مسن تر ۵۰ الی ۵۵ ساله است. مشخص نیست که کدام یک در زندگی فرد مهمتری بوده‌اند یا آیا یکی برای همراهی با دیگری در هنگام مرگ فداکاری کرده‌است. ترقوهٔ زن جوان شکسته بود، که ابتدا فرض می‌شد این مدرکی است که نشان می‌دهد او قربانی بوده‌است. اما آزمایش‌های دقیق تر نشان داد که از بهبود استخوان چند هفته می‌گذرد. مراسم باشکوه تدفین و کالاهای موجود در گور نشان می‌داد مراسم تدفین فرد خیلی مهمی بوده‌است. یکی از زنان لباس فاخر پشمی قرمزرنگ با پارچه جناغی با اشکال لوزی شکل (جنس لوکس) پوشیده بود و یک نقاب سفید توری بافته شده از جنس کتان به صورت داشت. در حالیکه دیگری پیراهن پشمی آبی رنگ ساده‌تر پوشیده بود و یک نقاب پشمی داشت. که احتمالاً تعلق آن‌ها به طبقات متفاوت اجتماعی را نشان می‌داد. هیچ‌یک از زنان لباس کاملاً ابریشمی نداشت، گرچه تونیک زیر لباس قرمز چند تکه دوزی به صورت نوار کوچک ابریشمی داشت.
تجزیه درخت‌گاه‌شماری الوار موجود در بخش گور، تاریخ تدفین را سال ۸۳۴ تعیین کرد. گرچه هویت زنی که رتبه بالاتری داشت مشخص نشده، گفته می‌شود که ملکهٔ ینگلینگ کلن آسا، مادر هالفادن سیاه و مادربزرگ هارالد یکم بوده‌است. آزمایش‌های اخیر باقیماندهٔ زنان می‌گوید که آن‌ها همانند ملکه آسا در شهر اگدر در نروژ زندگی می‌کردند. بهر حال این تئوری مورد مناقشه قرار گرفته‌است، و عده‌ای فکر می‌کنند که او ممکن است وُلوا باشد. باقیماندهٔ ۱۴ اسب، یک گاونر و سه سگ هم در کشتی پیدا شد.
براساس گفتهٔ پرهولک از دانشگاه اسلو، کشف‌های صورت گرفته نشان داد تک‌گروه میتوکندی U7 است. اجداد او از ساحل دریای سیاه، احتمالاً ایران به نروژ آمده بودند. سه پژوهشی که بدنبال این نظریه انجام گرفت نتوانست این نتیجه گیری‌ها را اثبات کند. به‌هرحال، احتمال دارد نمونه استخوان‌ها دارای کمی (اگر باشد) DNA اصلی باشند یا از طریق بررسی کمی DNA بدست آید. آزمایش‌ها بر روی قطعه‌های اسکلتها بینش زیادی در مورد زندگی آن‌ها فراهم کرده‌است.آزمایش‌های صورت گرفته بر روی دندان زن جوان نشانه‌هایی از استفاده او از خلال دندان فلزی که در قرن نهم یک چیز تجملی بوده نشان داد.رژیم غذایی اصلی هر دو زن گوشت بوده که این در زمانی که بیشتر وایکینگ‌ها غذایشان ماهی بوده یک امر تجملی به حساب می آمده‌است.بهر حال DNA کافی برای نشان دادن ارتباط آن‌ها برای مثال ملکه و دختر بودن آن‌ها وجود نداشت.

## کالاهای موجود در گور

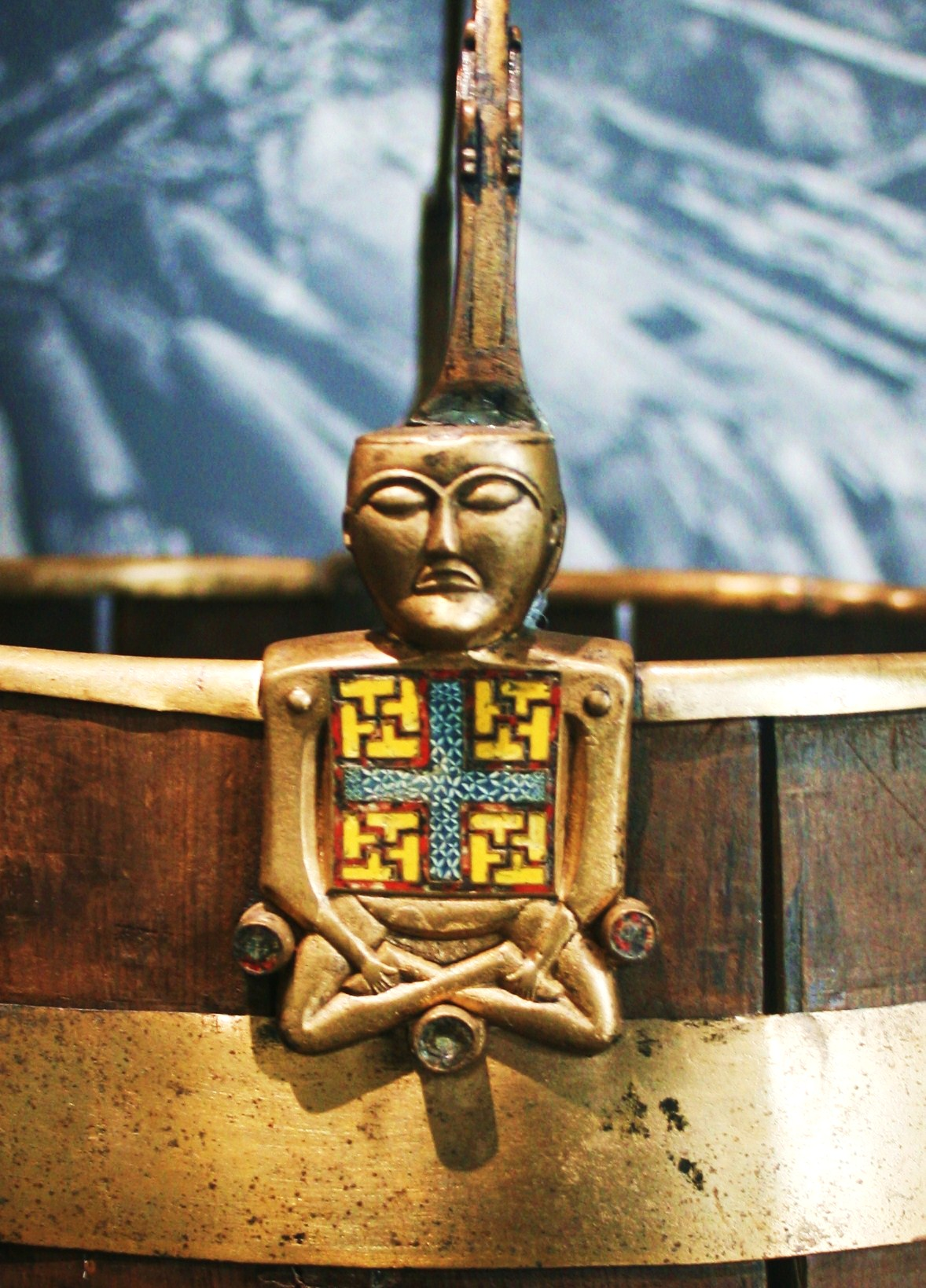
به اصطلاح سطل بودا -تزیین دسته سطل به شکل تصویر چهار زانو نشسته بودا

برای یافتن عتیقه گور را گشتند، فلز قیمتی وجود نداشت. با این همه در طول کاوش در سال‌های بین ۱۹۰۴ تا ۱۹۰۵ تعداد زیادی اشیاء مربوط به زندگی روزانه و کارهای دستی پیدا شد. از جملهٔ کشفیات این‌ها بودند :چهار سورتمه که به شکل استادانه‌ای تزیین شده بودند، یک ارابهٔ چهار چرخ چوبی که به طرز باشکوهی کنده کاری شده بود، ستون تختخواب، تابوت‌های چوبی، دستهٔ برنجی یک سطل به اصطلاح بودای نشسته که با مینا و به شکل یک تصویر چهار زانو نشسته تزیین شده بود. سطل از چوب سرخدار ساخته شده بود، که با نوارهای برنجی آن را به هم وصل کرده بودند؛ و دسته به دو تصویر شبیه انسان متصل شده بود که با بودا در حالت نیلوفری قابل مقایسه بود، گرچه هر نوع ارتباطی به بودا اثبات نشده‌است. بیشترین ارتباط مربوط ارتباط نیم تنه مینا و مشابه آن تصویر انسان در کتاب انجیل از هنر جزایر انگلیس است. همانند آنچه در کتاب دارو آمده‌است. بیشتر اقلام دنیوی مثل وسایل کشاورزی و خانگی، یک سری پارچه، از جمله لباس‌های پشمی، ابریشم صادراتی و پرده‌های نگارین هم پیدا شد. کشتی دفن شدهٔ اوزبرگ یکی از چند منابع پارچه از دوران وایکینگ هااست، ارابهٔ چوبی تنها ارابه سالمی است که تاکنون از دوران وایکینگ‌ها یافت شده‌است. پایهٔ تخت یکی از نمادهایی را که دورهٔ کوتاهی استفاده می‌شد و نماد والکنات نام دارد نشان می‌دهد.

## بازسازی
در سال 2004، برای چندمین بار تلاشی برای ساخت یک کپی از کشتی اوزبرگ آغاز شد. تلاش جمعی از سازندگان حرفه ای نروژی و دانمارکی. دانشمندان و داوطلبان در این تلاش جدید با اسکن عکس و لیزر که به صورت رایگان در اختیار سازندگان قرار گرفته بود سعی در بازسازی کشتی داشتند. در طی این تلاش جدید، مشخص شد که در بازسازهای قبلی کشتی، شکافی در یکی از تیرها ایجاد شده است و بنابراین کشتی به طور ناخواسته کوتاه شده است، واقعیتی که قبلاً مورد توجه قرار نگرفته بود. شاید به همین دلیل باشد که چندین ماکت قبلی غرق شدند. تلاش‌های قبلی برای انجام ماکت‌ها به دلیل کمبود این دانش شکست خورده بود.
در سال 2010، یک پروژه بازسازی جدید آغاز شد. با استفاده از چوب دانمارک و نروژ و استفاده از روش‌های سنتی ساخت و ساز از عصر وایکینگ‌ها، این جدیدترین کشتی اوزبرگ با موفقیت تکمیل شد. کشتی جدید  در 20 ژوئن 2012 از شهر تنسبرگ به آب انداخته شد. کشتی بسیار خوب شناور بود و در مارس 2014 در دریاهای آزاد حرکت کرد و مقصد آن فاردر بود. این کشتی بسیار خوب عمل کرد و در هنگام باز بودن کامل بادبان، به سرعت 10 گره رسید. بنابراین بازسازی موفقیت آمیز بود و نشان داد که کشتی اوزبرگ واقعاً می‌توانست دریانوردی کند و فقط یک اتاق دفن در خشکی نبود.

## کشتی در مکان فعلی می‌ماند
نگهداری وسایل چوبی یک مشکل ادامه دار است. در سوم ماه مه ۲۰۱۳ سی سال بعد از کشف مباحثاتی در مورد تغییر مکان دادن کشتی درگرفت. , وزیر آموزش و پرورش نروژ کریستین هال‌ورسن گفت کشتی در Bygdøy خواهد ماند.